# العبدلاويون
العبدلاويون المعنيون، يسمون سابقا بأولاد بن عبد الله معن الأندلسي نسبة إلى جدهم محمد بن عبد الله معن الأندلسي واليوم بعائلة العبدلاوي معن الأندلسي، وبيتهم من أكبر البيوتات العلمية الأندلسية التي استوطنت حاضرة فاس. وينحدر نسب عائلة العبدلاوي معن من أبناء عبد المؤمن بن علي خليفة محمد بن تومرت مؤسس دولة الموحدين، الذين استقروا في الأندلس.
ويعتبر بيتهم من أكبر البيوتات العلمية الأندلسية التي استوطنت حاضرة فاس، حيث حملت معها إرث حضارة الأندلس. وتوجد لعائلة العبدلاوي معن بفاس مراقدهم العائلية التي اتخذوها للدفن وهي بخارج باب الفتوح والتي بها قبة جدهم محمد بن عبد الله معن الأندلسي وبجانبه داخل القبة مرقد ابنه الشيخ أبي العباس أحمد وكذا سائر أبنائه وبناته وأحفاذه وأزواجه وكذا أصهاره وبعض أصحابه وهي باقية إلى الآن تطل على المدينة من أعلى هضبة ويسلان حيث مقبرة العلماء الشهيرة.
أرخ تاريخهم العديد من المؤرخين، كما هو حال كتاب المقصد الأحمدي لعبد السلام بن الطيب القادري الحسني، كما خصهم بالذكر كبار شيوخ الأسرة الفاسية الفهرية الذين ألفوا فيهم العديد من الكتب والقصائد.

## الاستقراربفاس
هاجر العبد لاويون إلى بلاد العدوة بعد سقوط الأندلس حاملين معهم ثروة أجدادهم واستقروا بفاس الملاذ الآمن لكبرى العائلات في المغرب والأندلس ومارسوا التجارة كنشاط أساسي وملكوا المزارع والأصول فكان لهم في هذه الحاضرة العديد من الدور التي سكنها بنوهم والتي كان ينتفع من عائدات أكريتها.
وقد كان من هذه العائلة العديد من الشيوخ العلماء والأساتذة الأفاضل الذين لعبوا الدور الفعال في نشر العلم وتلقين المسلمين مبادئ الدين.ولهم بفاس زاوية تنسب إليهم، وبها اشتهر أجدادهم محمد بن عبد الله معن الأندلسي وابنه أحمد بن عبد الله معن الأندلسي وابن سيدي أحمد وهو سمي جده محمد بن أحمد بن عبد الله معن الأندلسي وكذا محمد العربي بن أحمد بن عبد الله معن الأندلسي وبعده ابنه أبو محمد عبد الله بن محمد العربي بن أحمد بن عبد الله معن الأندلسي وتعاقب ذلك واستمر حتى عهد الغالي بن محمد العبدلاوي معن والعربي بن أحمد العبدلاوي معن وعبد النبي بن علال العبدلاوي معن وأبو بكر بن عبد الكبير العبدلاوي معن وغيرهم من الأحفاذ المتقدمين والمتأخرى ن.
إن المتتبع لتاريخ العلوم الصوفية في المغرب يجد أن العبدلاويون لعبوا الدور الأكبر في نشر الطرق الصوفية المهمة آنذاك، حيث عملوا على تلقين الطريقة القادرية بفاس بالإضافة إلى الطريقة الشاذلية فكانتا لهم، فقد أخذ الشيخ أبو المحاسن يوسف الفاسي الفهري الطريقة الشاذلية عن شيخه سيدي عبد الرحمان المجذوب وكان الوارث له، ولقنت الطريقة الشاذلية عند آل الفاسي منذ يوسف الفاسي والذي استخلفه أخوه الشيخ أبو زيد عبد الرحمان وبقيت كذلك مدة سنين إلى أن ظهر بريق الشيخ أبي عبد الله محمد بن السيد محمد بن عبد الله معن الأندلسي ابن أحد تجار فاس وأعيانها وقد كان لأبيه بفاس تجارة مهمة وثروة ومال عريض ورثه عنه من بعده، وبعد عبد الرحمان الفاسي أخذ سيدي محمد بن عبد الله معن الأندلسي مشعل العلوم حيث اجتمعت الأمة على كونه وارث سر الشيخ عبد الرحمان، فأذن له للانتصاب للدلالة على الله، وقد أتاه الطلبة من كل أرض، فعظم شأنه واشتدت شوكته وداع صيته وبلغ بذلك المكانة الكبرى عند أصحاب الزمان، فلم يزده ذلك إلا زهدا وورعا وسيرا على طريقة السلف، وبعدها شرع في بناء زاويته التي بأقصى حومة المخفية وبها تسمى حي رأس الزاوية من بعد ذلك، فتصدى لدلالة الخلق على الله وتخرج على يده العديد من العلماء والطلبة فلا طالبا للطريقة الشاذلية من بعده إلا وقد أخذها عنه أو عن عقبه.
وبعد وفاته ترك العديد من البنين والبنات من بينهم ابنه البار أبو العباس أحمد الذي كان من أتباع أبيه فلم يستطع أن ينال إرث أبيه من حمل مشعل الشاذلية فاتفق العامة على أن وريث سر الشيخ أبي عبد الله محمد بن عبد الله معن الأندلسي إنما هو صاحبه الشيخ الصوفي سيدي قاسم الخصاصي الذي كان من أتباع شيخه وقد لازمه مدة سنين فتصدى الشيخ سيدي قاسم للدلالة على الله في الزاوية العبدلاوية مدة وقد لازمه تلميذه المخلص أبي العباس أحمد ابن الشيخ أبي عبد الله محمد، وبعد وفاة الشيخ سيدي قاسم أحاط خليفته ووارث سره الشيخ أبي العباس أحمد بن محمد بن محمد بن عبد الله معن الأندلسي بإرثه واسترجع بذلك الولاية إلى بيت العبدلاويين، فقام بإصلاح زاوية أبيه وتصدى للدلالة على الله بها، فانتفع به خلق كثير وتخرج على يده العلماء الأجلاء منهم السادة القادريون مولاي عبد السلام بن الطيب القادري الحسني وأخوه سيدي محمد العربي وكذا السادة أبناء الوزير الغساني الأندلسي أحمد وأخوه عبد الوهاب وكذا السادة الفاسيون الفهريون منهم السيد محمد المهدي.وفي خلال فترة أبي العباس أحمد أقبل على الزاوية طلبة من سوس وتادلا والريف وجميع الجهات فكانوا يقيمون بها، ويتقوتون مما يقدم للطلبة بها ومنهم من كان يجلب أسرته معه من بلاد سوس أو تادلا كالشيخ المعداني، وكان منهم من تقلد مناصب مهمة في دولة السلاطين العلويين المولى إسماعيل وكذا حفيذه المولى محمد بن عبد الله.
لقد استطاع سيدي أحمد بن عبد الله معن الأندلسي أن يجمع الكثير من الأتباع والأشياع وداع صيته بذلك إلى أن بلغ دار الحكم، مما جعله محط اهتمام أصحاب الزمان، وقد كان يسلم له أهل وقته ويحترمونه كثيرا وكانت لهم به معرفة كبيرة فلا يجرؤ أحد على التكابر أمامه أمثال القائد الروسي المكنى بسفاح العلماء لما ألحق من بطش بالعلامة عبد السلام جسوس في قضية الحراطين، فقد كان الروسي يتفادى التصادم مع الشيخ أبي العباس أحمد ويشخى شوكته فكان دائما يخلوا سبيله ولا يحايله.
لقد كانت للشيخ أبي العباس أحمد بن عبد الله علاقة كبيرة مع السلطان المعظم المولى إسماعيل العلوي الحسني، وابتدأت تلك العلاقة منذ أن بعث السلطان المولى إسماعيل كتابا إلى الشيخ أبي العباس أحمد عن طريق وزيره أبي الربيع سليمان بن عبد القادر الزرهوني يطلب منه النصح والإرشاد والدعاء، فرفض الشيخ أبي العباس الجواب وتكرر ذلك مرات إلى أن يإس صبر السلطان المولى إسماعيل من رد الشيخ، فرد عليه بكتاب ثان كتب فيه عبارة «يا سبحان الله» مرات عديدة فلم ينل بذلك جوابا، فثار السلطان في وجه الوزير أبي الربيع وهدده بالقتل والتعذيب إن لم يتمكن من إقناع الشيخ أبي العباس بالرد انحناء عند رغبته فهو الذي يقهر معارضيه ولا يجعل لهم الأثر وقد حدث له ذلك مع الكثير من العلماء.و بعد قرار السلطان الانتقام من الوزير في حالة غياب الرد، استنجد هذا الأخير بالشيخ ابي العباس أحمد ورجاه بأن يرد على الكتاب حفظا لحياته، فرد الشيخ بكتاب كان مطلعه: «بلغني من الجواب خوف الفتنة، فمن توجه إليه السلاطين توجهت إليه الناس من كل البقاع، فإن كان طالبا للدنيا فتنوه عن دنياه، وإن كان طالبا للآخرة فتنوه عن آخرته...».
وبعد وقوع هذا الجواب اطمأن السلطان من جانب الشيخ وبلغ في نفسه المرتبة العليا، خصوصا وانه تأكد من خصوصية هذا الشيخ ومن صدق نيته ومن اخلاص دعوته إلى الله، بعيدا عن كل الأطماع من بينها الانتهازية لنيل المناصب العليا في دار الحكم أو السعي إلى ادراك الامتيازات الكبرى لتحقيق المصلحة الشخصية، فكان ذلك بعيدا عن نفس أبي العباس وعن جميع العبدلاويين من بعده، حيث ظلوا بعيدين عن كل ما قد يشوب صفاء دعوتهم ويخرجهم مما حصلوه عن أجدادهم من دين وخير.فقد أبى الشيخ أبي العباس دعوة السلطان المولى إسماعيل، ليس على شيء غير انه لا يريد أن تبعده الدنيا والسلطة عن الدلالة على الله ليس كما قال آخرون أنه كان من المعارضين لنظامه، فنجد أنه ممن يعترف ويقر ويثبت شرف السادة العلويين كما جاء في كتاب الاستقصا للناصري بالحرف «وعن الشيخ أبي العباس أحمد بن عبد الله بن معن الأندلسي أنه كان يقول ما ولي المغرب بعد الأدارسة أصح نسبا من شرفاء تافيلالت. وبالجملة فإن شرف هؤلاء السادة السجلماسيين مما لا نزاع في صراحته ولا خلاف في صحته عند أهل المغرب قاطبة بحيث جاوز حد التواتر بمرات ونفعنا بهم وبأسلافهم آمين.».من خلال هذا نال الشيخ أبي العباس مكانة رفيعة في قلب السلطان وباء بذلك المكانة الرفيعة عند أهل وقته.
لقد كانت حيات الشيخ أبي العباس مليئة بالجد والاجتهاد والسعي في نشر العلم وقد تبحر في ذلك، ومنه التقاؤه بالشيخ الكبير سيدي أحمد اليمني وقد كان هذا الأخير من أهل الطريقة القادرية، فأحسن إليه وبوأه مكانة رفيعة في زاويته، وجعل له مقاما في حي رأس الزاوية حبسا عليه وعلى عائلته يقيم فيها وتكون لأبنائه وذريته من بعده، وقد كان ذلك إلى اليوم. 
بظهور الشيخ اليمني أصبحت الزاوية العبدلاوية محط أنظار طلبة الطريقة القادرية خصوصا وأنه كان ممن أذن له بالتصدي لتلقينها، فعرفت الزاوية بذلك شهرة كبيرة وقصدها الطلبة من كل الأرجاء وتخرج منها العلماء والشيوخ.
لقد توفي الشيخ سيدي أحمد بن محمد بن عبد الله معن الأندلسي يوم الإثنين ثالث جمادى الأولى عام 1120هـ، وارتجت هذه المدينة لموته ارتجاجا ودفن بقبة والده، رأسه عند رجليه خارج باب الفتوح وخلف وراءه ذرية صالحة ممن اتبعوا نهجه وساروا على طريقه وتخلقوا بخلقه فقد كان من أبنائه ولدان أولهما الشيخ الكبير سمي جده سيدي محمد بن أحمد بن عبد الله معن الأندلسي وكذا الشيخ سيدي محمد العربي بن أحمد بن عبد الله معن الأندلسي وهو ممن وقع له الفتح على يد أبيه، ولد يوم الأربعاء تاسع ذي القعدة 1079هـ-1668م، وترعرع في بيئة يغلب عليها طابع العلم والتدين والزهد والورع، وقد أخذ عن أبيه الطريقة الشاذلية كما أخذ عن الشيخ بنعجيبةالطريقة القادرية وألحق اسمه في فهرسته ممن أخذها عنه فقيل فيه مجمع البحور بحر القادرية وبحر الشاذلية.
لقد أحاط الشيخ سيدي محمد العربي بإرث أبيه الروحي وحمل مشعل العلم من بعده ولقن طريقته للعامة وأضاف عنها إضافات مما أخذه من الطريقة القادرية واجتهد في ذلك، فداع صيته وقصده الطلبة من كل مكان وعرفت الزاوية في عهده نهضة كبيرة، فقد كان له من الأتباع والأشياع الكثير ممن داع صيتهم من بعده وعلا شأنهم في الطريق، فقد كان اتصاله مفخرة عند العلماء وكانت استشارته مرغوبة عند كل طالب حاجة أو السائر في مسار، وقد تخرج على يده الكثير من الشيوخ والأقطاب منهم الولي العارف سيدي علي الجمل العمراني الحسني، فقد لازمه هذا الأخير مدة 16 سنة إلى أن توفي وأخذ منه وانتفع به وفتح الله له على يده فبلغ بذلك الشأن العظيم، كانت حياته مليئة بالجد والاجتهاد على نهج سلفه الصالح وقد عاصر العديد من الأحداث التي مر بها المغرب آنذاك، وبعد وفاته ورثه ابنه البار الشيخ الولي الصالح سيدي عبد الله بن محمد العربي بن أحمد بن عبد الله معن الأندلسي، فسار في طريق أبيه وجده امتدادا لرابع الأجيال، وقد كان له الشأن الكبير في الطريقة، فقد انتفع به العديد من الشيوخ الكبار أمثال الشيخ التاودي بنسودة والشيخ سيدي أحمد التيجاني صاحب الطريقة التيجانية.
وتوجد لعائلة العبدلاوي معن بفاس مراقدهم العائلية التي اتخذوها للدفن وهي بخارج باب الفتوح والتي بها قبة جدهم أبي عبد الله محمد بن عبد الله معن الأندلسي وبجانبه داخل القبة مرقد ابنه الشيخ أبي العباس أحمد وكذا سائر أبنائه وبناته وأحفاذه وأزواجه وكذا أصهاره وبعض أصحابه وهي باقية إلى الآن تطل على المدينة من أعلى هضبة ويسلان حيث مقبرة العلماء الشهيرة.
أرخ فيهم كبار مؤرخي عصرهم كالعلامة مولاي عبد السلام بن الطيب القادري الحسني (ق10ه)الذي ألف فيهم العديد من المجلدات ككتابه المقصد الأحمدي والذي تطرق فيه لسيرة شيخه أبي العباس أحمد بن عبد الله معن الأندلسي كما اقتصر عليهم وخصهم بالذكر أكابر شيوخ الأسرة الفاسية الفهرية الذين ألفوا فيهم العديد من الكتب والقصائد.

## الكتب التي ألفت فيهم وفي سيرتهم
- كتاب المقصد الأحمدي «المقصد الأحمد في ذكر ابن عبد الله أحمد» للعلامة مولاي عبد السلام بن الطيب القادري الحسني.
- كتاب الإلماع فيمن لم يذكر في ممتع الأسماع للعلامة المهدي الفاسي الفهري
- كتاب نسمة الآس في حجة أبي العباس
- كتاب المقباس في فضائل أبي العباس...

## انظر كذلك
- زهر الآس في بيوتات فاس
- سلوة الأنفاس ومفاكهة الجلاس في من أقبر من العلماء بفاس
- الدرر البهية والجواهر النبوية
- شجرة النور الزكية
- صفوة من انتشر من أخبار صلحاء القرن الحادي عشر...